# Ferryty

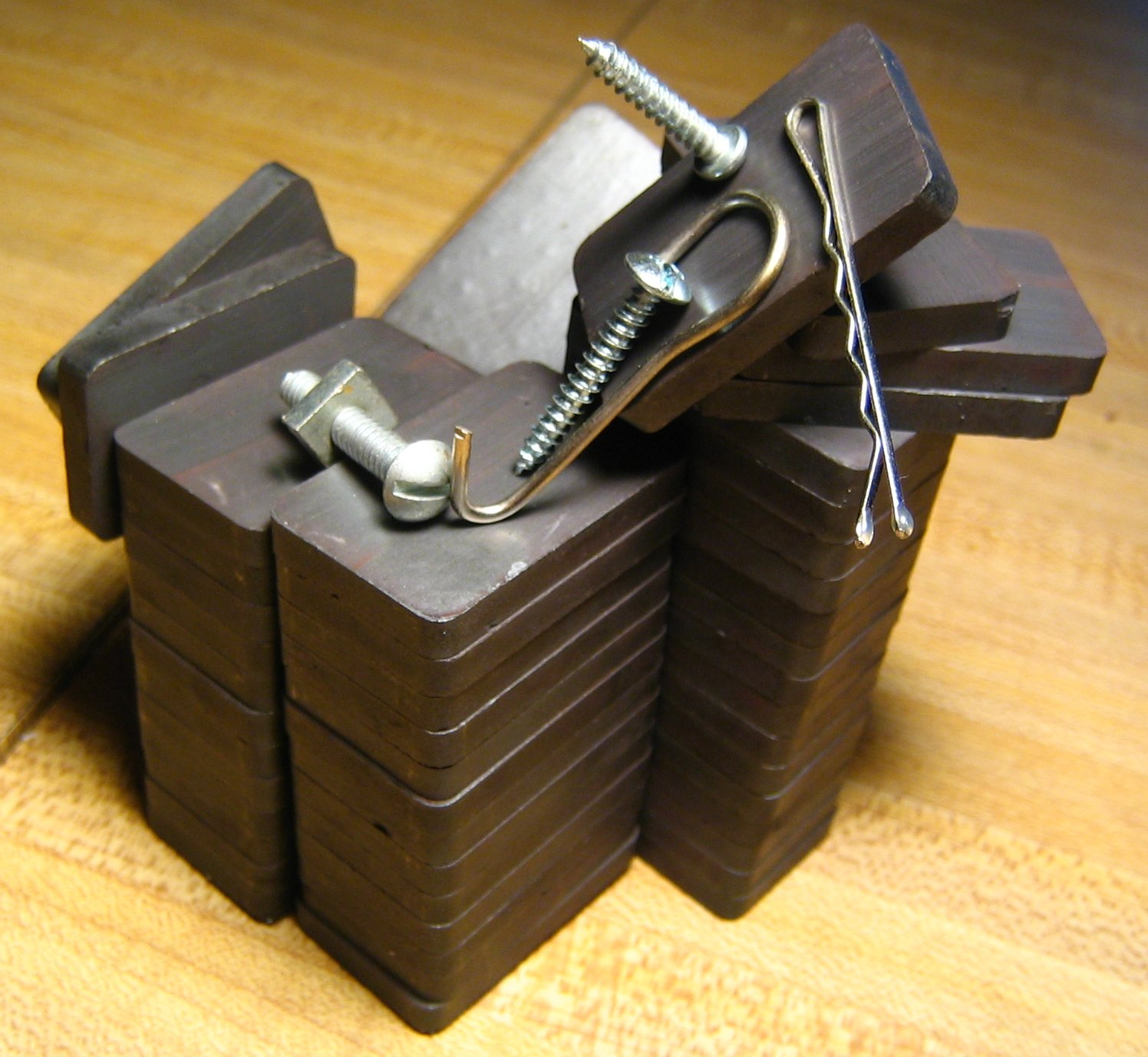
Magnesy ferrytowe z przyciągniętymi przedmiotami żelaznymi

Ferryty – niemetaliczne materiały ceramiczne o właściwościach ferromagnetycznych. Ich skład chemiczny zazwyczaj można opisać wzorem ogólnym MexFe1-x[Me1-xFe1+xO4]
gdzie
Me – metal dwuwartościowy (MeII)
Fe – żelazo na stopniu utlenienia III (FeIII)
0 ≤ x ≤ 1
Znane są jednak ferryty niezawierające żelaza lub zawierające metale na stopniu utlenienia innym niż II. Ferryty najczęściej mają budowę spinelu, pozwalającą na dużą dowolność wprowadzania różnych metali. Ze względu na właściwości magnetyczne wyróżnia się ferryty magnetycznie miękkie, łatwo ulegające rozmagnesowaniu, ferryty magnetycznie twarde (odporne na rozmagnesowanie) i ferryty o prostokątnej pętli histerezy.
Ferryty wytwarza się zazwyczaj przez spiekanie sproszkowanych tlenków metali we właściwych proporcjach. Stosuje się je do wyrobu rdzeni ferrytowych (anten ferrytowych), magnesów trwałych, pamięci ferrytowych i innych elementów magnetycznych.